# Henri Laforest
 (octobre 2019).
Si vous disposez d'ouvrages ou d'articles de référence ou si vous connaissez des sites web de qualité traitant du thème abordé ici, merci de compléter l'article en donnant les références utiles à sa vérifiabilité et en les liant à la section « Notes et références ».
Henri Laforest, né le 19 juillet 1904 à Nontron et mort le 13 janvier 1989 dans la même commune, est un homme politique français, membre du Parti radical.

## Biographie
Fils de Georges Laforest, ingénieur, et Emma Picaud (fille du docteur André Picaud et de Marthe Pabot du Chatelard) est docteur en droit et diplômé de Sciences-Po.
Avocat à la cour d'appel de Paris avant la guerre, il est conseiller général, élu dans le canton de Mareuil, de 1937 à 1940.
Sous l'Occupation, il devient directeur de cabinet de Pierre Cathala, ministre secrétaire d’État à l’Économie nationale et aux Finances dans le cabinet Laval.
Résistant en 1944, il est membre de l'Armée secrète dans le maquis alpin.
Il est député radical de la Dordogne de 1951 à 1958, maire de Nontron de 1953 à 1977 et conseiller général du canton de Nontron de 1954 à 1979. 
Il appartient au deuxième gouvernement Faure, successivement comme secrétaire d'État aux relations avec les États associés du 1er mars au 20 octobre 1955, puis secrétaire d'État à la Défense nationale et aux Forces armées du 20 octobre 1955 au 24 janvier 1956. Il est ensuite secrétaire d'État aux Forces armées (Air) dans les gouvernements Mollet, du 31 janvier 1956 au 21 mai 1957, puis Bourgès-Maunoury du 17 juin au 30 septembre 1957. À ce titre, il signe l'acte de création des commandos de l'air.
Henri Laforest meurt en 1989, âgé de 84 ans, à Nontron.